# Keisuke Tanabe
Keisuke Tanabe (japanisch 田辺 圭佑 Tanabe Keisuke; * 29. März 1992 in Sakado) ist ein japanischer Fußballspieler.

## Karriere
Tanabe erlernte das Fußballspielen in der Schulmannschaft der Seiritsu Gakuen High School und der Universitätsmannschaft der Chūō-Universität. Seinen ersten Vertrag unterschrieb er 2014 bei FC Ryūkyū. Der Verein spielte in der dritthöchsten Liga des Landes, der J3 League. Für den Verein absolvierte er 121 Ligaspiele. 2018 wechselte er zum Zweitligisten Roasso Kumamoto. Am Ende der Saison 2018 stieg der Verein in die dritte Liga ab. Für den Verein absolvierte er 22 Ligaspiele. 2020 wechselte er zum Ligakonkurrenten Kagoshima United FC. Für den Verein aus Kagoshima absolvierte er 52 Ligaspiele. Im Januar 2022 kehrte er zu seinem ehemaligen Verein Roasso Kumamoto zurück.